# Delroy Scott
Pour les articles homonymes, voir Scott.
Delroy Scott est un footballeur puis entraîneur jamaïcain, né le 22 janvier 1947 en Jamaïque et mort le 24 juillet 2018 en Floride (États-Unis).
Évoluant au poste de défenseur ou de milieu de terrain du milieu des années 1960 au début des années 1980, il évolue au Cavalier F.C. et à Atlanta Chiefs avec qui il remporte le championnat NASL en 1968. International jamaïcain, il dispute huit rencontres des éliminatoires de la Coupe du monde.
En tant qu'entraîneur, il dirige l'équipe de Jamaïque de 1987 à 1988.

## Biographie

### Joueur
Delroy Scott commence sa carrière au Cavalier F.C. au poste de défenseur ou de milieu de terrain en 1964. Il intègre l'équipe de Jamaïque et dispute huit rencontres des éliminatoires de la Coupe du monde 1966 puis 1970.
En 1967, il rejoint la franchise professionnelle américaine des Atlanta Chiefs en NASL et dispute 21 rencontres avec le club. La saison suivante, il remporte le titre avec son club et inscrit un but lors de la finale retour du championnat disputée face à San Diego Toros,, il devient ensuite l'adjoint de son successeur Geoffrey Maxwell. Il retourne en 1970 dans son club formateur avec qui il joue jusqu'en 1982.

### Entraîneur
Devenu entraîneur, Delroy Scott devient sélectionneur de l’équipe nationale en remplacement d'Allie McNab en mai 1987 et exerce cette fonction jusqu'en février 1988, il devient ensuite l'adjoint de son successeur Geoffrey Maxwell.

## Palmarès
Delroy Scott remporte le championnat NASL en 1968 avec Atlanta Chiefs.